# Egidio Turchi
Egidio Turchi (Pistoia, 4 ottobre 1913 – Pistoia, 2 dicembre 1954) è stato un calciatore e allenatore di calcio italiano.

## Carriera

### Giocatore
Giocava come mediano; dopo aver esordito nella Pistoiese, squadra della sua città, nel 1932 passa all'Ambrosiana-Inter, con cui debutta in Serie A e nelle competizioni europee.
Successivamente gioca ancora in massima serie con le maglie di Livorno, Napoli, Lazio, Lucchese e Palermo, prima di concludere la propria carriera nel BPD Colleferro.

### Allenatore
Finita la carriera da calciatore diventa allenatore. Svolge questo lavoro per pochi anni, ritirandosi nel 1951 dopo aver allenatore BPD Colleferro, Bondenese e Pistoiese.